# Ny start för Sverige
Ny start för Sverige var ett valsamarbete mellan Moderata samlingspartiet och Folkpartiet liberalerna inför riksdagsvalet 1991, där Carl Bildt var initiativtagare. I dokumentet framgick avseendet att tillsammans lägga grunden för en borgerlig regering. Centerpartiet ställde inte upp på valsamarbetet, på grund av skiljaktigheter i bland annat miljöfrågorna.